# Estació de Guillaucourt
L'estació de Guillaucourt és una estació ferroviària situada al municipi francès de Guillaucourt (al departament del Somme).
És servida pels trens del TER Picardie.
| Provinença | Estació anterior    | Línia        | Estació següent | Destinació    |
| ---------- | ------------------- | ------------ | --------------- | ------------- |
| Amiens     | Wiencourt-l'Equipée | TER Picardie | Rosières        | Saint-Quentin |
| Amiens     | Wiencourt-l'Equipée | TER Picardie | Rosières        | Reims         |